# La Bataille pour notre Ukraine soviétique
Pour plus de détails, voir Fiche technique et Distribution.
La Bataille pour notre Ukraine soviétique (en russe : Битва за нашу Советскую Украину, Bitva za nachou sovietskiou Ukrainou) est un film documentaire soviétique réalisé par Alexandre Dovjenko et Ioulia Solntseva et sorti en 1943.
Il s'agit du deuxième documentaire de Dovjenko sur la Grande Guerre patriotique, et traite de la première bataille de Kharkov. Le film comprend des images allemandes de l'invasion de l'Ukraine, qui ont ensuite été récupérées par les Soviétiques.

## Synopsis
Le film commence par des images effrayantes du déroulement de la Seconde Guerre mondiale en Europe. Suivent des images de la ville ukrainienne de Koupiansk, déjà libérée, où des proches pleurent devant une fosse commune les mères, les pères, les enfants et les frères et sœurs assassinés par des soldats allemands. Sur des images d'un journal télévisé allemand montrant des soldats de la Wehrmacht en train de rire et de marcher, le commentateur parle des ordures hitlériennes qui sont une honte pour l'humanité et demande aux spectateurs de les détester, de les mépriser, de ne pas oublier ou pardonner ce qu'ils ont vécu.
Une rétrospective de l'histoire de la République socialiste soviétique d'Ukraine montre des gens joyeux travaillant dans les champs. L'Ukraine était belle avant la guerre et n'a jamais été aussi riche et splendide que l'année de l'invasion fasciste. Pendant les années de pouvoir soviétique, l'Ukraine s'est transformée en un pays pilote de la culture agricole et d'une industrie puissante et avancée. L'usine de Dzerjinski fondait à elle seule plus d'acier et de fer par an que toutes les usines de Pologne réunies. Grâce à ses performances dans tous les domaines de l'économie nationale, le peuple ukrainien a produit une multitude de cadres dirigeants. Le travail est devenu une question de bravoure et d'héroïsme et les premiers meilleurs ouvriers de l'Union soviétique sont venus d'Ukraine. Les habitants de toute l'Union soviétique appelaient ce pays « l'Ukraine prospère et ensoleillée » et chantaient ses chansons. Le rattachement de l'ancienne ville de Lvov au pouvoir soviétique a été présenté comme un grand événement du peuple ukrainien. Mais Kiev n'est pas non plus oubliée dans les souvenirs d'avant-guerre. Elle est le cœur de son peuple et appelle à des actes extraordinaires. Sur des images d'une manifestation dans l'Ukraine encore non occupée, avec Nikita Sergueïevitch Khrouchtchev à la tribune, l'orateur demande : « Où êtes-vous maintenant ? Où êtes-vous maintenant ? Combien d’entre vous ont connu le destin de l’esclavage en Allemagne ? Combien ont péri ? »
Mais l'Ukraine est en feu, l'odeur des cadavres flotte dans l'air et les gens sont en fuite, emportant le bétail et les véhicules, faisant sauter les centrales électriques, les ponts et les usines, tandis que les Allemands avancent toujours plus loin. Même le chef Hermann Göring se rend en Ukraine pour constater les succès de la Wehrmacht. Mais les villes sont défendues par les Ukrainiens, près de la moitié de l'armée roumaine a été détruite à Odessa. Cependant, sous la pression des forces allemandes, les défenseurs doivent se retirer, ce qui est assuré par la marine soviétique. Désormais, tout le peuple se soulève dans la volonté d'amitié de tous les peuples soviétiques et d'amour indéfectible pour son dirigeant Joseph Staline. Les Ukrainiens, comme les autres peuples, vont eux aussi jusqu'à l'Oural pour y construire une industrie de défense performante. Avec ces armes et au cri de « Pour la patrie - Pour Staline », l'Armée rouge commence à repousser les envahisseurs allemands vers l'ouest, en direction de l'Ukraine.
L'une des premières localités ukrainiennes à être reconquise en février 1943 est Vorochilovgrad (aujourd'hui Louhansk), dans la région de laquelle on commence à cultiver les champs dès la libération. En été, les troupes continuent d'avancer vers le Donbass et les régions de Kharkov et de Soumy. Dans les régions libérées, les femmes restées sur place racontent en larmes à la caméra ce qu'elles ont dû vivre sous l'occupation allemande. Des images de la Volhynie encore occupée montrent comment des villages entiers sont brûlés par les fascistes parce que les habitants auraient aidé les Partisans, car ceux-ci trouvent refuge dans les forêts de la rive droite du Dniepr. Le chef partisan le plus connu est le major-général Sydir Kovpak, dont la bonne réputation s'est répandue dans toute l'Ukraine. Des dizaines de milliers de soldats, de wagons, d'armes, d'équipements, la plupart des ponts et des entrepôts sont détruits par les Partisans ukrainiens.
Après la bataille de chars de l'Arc de Koursk, le front de la steppe et le front de Voronej de l'Armée rouge passent à l'attaque le 3 août 1943, malgré la résistance acharnée des Allemands, pour libérer Kharkov, la deuxième ville d'Ukraine, le 23 août 1943, après plusieurs petites villes. Des images difficiles à supporter se présentent aux libérateurs de la ville, des rues mortes avec des maisons mortes, des murs calcinés, des personnes assassinées. Là où se trouvaient jadis de grandes usines, il ne reste aujourd'hui que des ruines. Le nombre et la nature des crimes commis par les occupants dans la ville sont indicibles, mais ils suffisent à marquer l'Allemagne du mépris et de la honte pour plusieurs siècles. Des témoins parlent de 400 combattants et officiers abattus et brûlés dans un hôpital militaire, alors que l'Armée rouge avait dû évacuer la ville lors d'une bataille précédente et n'avait pas réussi à évacuer les patients. Une fosse commune est découverte, dans laquelle 14 000 citoyens de Kharkov abattus ont été enterrés. Une komsomolzin raconte les tortures infligées par la Gestapo pendant sa détention. Des familles entières, des noms et des clans ont disparu, mais ceux qui sont restés vivants et en bonne santé descendent dans la rue avec des drapeaux et des images de ceux qu'ils vénèrent pour accueillir leur Armée rouge bien-aimée. Il s'agit notamment du maréchal de l'Union soviétique Gueorgui Joukov, du général d'armée Ivan Koniev et du lieutenant-général Nikita Khrouchtchev, qui sont couverts de fleurs. Un discours est ensuite prononcé pour remercier le professeur et ami, le grand Staline.
Après de durs combats, les troupes du général Constantin Rokossovski avancent vers la ville de Tchernigov et s'emparent de l'ancienne capitale des Cosaques, Gloukhov (actuel Hloukhiv). Pour les habitants, c'est un grand jour de fête et ils accueillent traditionnellement leurs libérateurs avec du pain et du sel. De plus en plus de villes sont libérées, dans lesquelles les Allemands doivent toutefois aussi laisser plusieurs champs de cimetières de leurs propres soldats. C'est également le cas à Stalino (actuel Donetsk), où le général d'armée Fiodor Tolboukhine et le général Gourov en visitent un. La libération de cette ville en particulier a une grande valeur symbolique, qui est célébrée comme il se doit. Les autres villes prises par l'Armée rouge sont Marioupol, Barvinkove, où les combats ont été particulièrement sanglants, et Poltava. Mais partout, il y a de joyeuses rencontres entre les soldats soviétiques et les citoyens maltraités et épuisés. De nombreux combats attendent encore l'Armée rouge, mais il est d'ores et déjà clair que le peuple ukrainien sortira nouveau et fort, même si c'est dans les larmes, des plus dures privations.

## Fiche technique
- Titre français : La Bataille pour notre Ukraine soviétique[1] ou La Bataille d'Ukraine[2]
- Titre original : Битва за нашу Советскую Украину, Bitva za nachou sovietskiou Ukrainou
- Réalisation : Alexandre Dovjenko, Ioulia Solntseva, Iakov Avdeïenko (ru)
- Scénario : Alexandre Dovjenko
- Photographie : Sergueï Ouroussevski
- Musique : Dmitri Chostakovitch
- Production : Studio central des films documentaires, Intorgkino (Studio central ukrainien d'Actualités)
- Genre : film de guerre
- Pays de production :  Union soviétique
- Format : noir et blanc
- Durée : 73 minutes
- Langue : russe
- Date de sortie :
  - Union soviétique : octobre 1943
  - France : 14 mars 1945